# Europäische Geschichte Online
Az Europäische Geschichte Online (EGO) egy ingyenesen látogatható weboldal, amely tudományos cikkeket közöl az 1450 és 1950 közötti időszak európai történetéről. Az EGO kiadását a mainzi székhelyű Leibniz-Institut für Europäische Geschichte (Leibniz-Európatörténeti Intézet), a Trieri Egyetemhez tartozó Kompetenzzentrum für elektronische Erschließungs- und Publikationsverfahren in den Geisteswissenschaften (Kompetenciacentrum a Bölcsészettudományok Elektronikai Feldolgozására és Publikálására) és a müncheni Bayerische Staatsbibliothek (Bajor Állami Könyvtár) közösen végzik. A kiadásért felelős bizottság az intézeteket vezető két igazgatóból és további huszonöt,  a történettudományok területén dolgozó európai kutatóból áll össze. A projektet anyagilag a Rajna-vidék-Pfalz tartomány és a Deutsche Forschungsgemeinschaft (Német Kutatási Társaság) támogatja.

## Koncepció
Az EGO az újkor európai történetét tudományterületi és módszertani határokon átívelő transzkulturális/transznacionális nézőpontból szemléli. A német és angol nyelvű tanulmányok különböző kontextusokból származó médiumokon keresztül kapcsolódnak egymáshoz (képek, térképek, videófelvételek, digitalizált források, zene stb.) és tíz témacsoportba (threads) sorolhatók:
- elméletek és módszerek: Európa transzkulturális történetét megalapozó módszertani megközelítések
- hátterek: a kommunikációs térként értett Európa - háttér és előfeltételek
- crossroads: az összesűrűsödő kommunikáció terei
- az utazó Európa: migránsok és utazók mint az interkulturális transzfer közvetítői
- európai média: média és médiaesemények
- európai hálózatok: az ideológiai transzfer, a személyes viszonyokban alkalmazott technikák és gyakorlatok
- transznacionális mozgalmak és szervezetek: határokon átívelő programokat és szerveződést képviselő csoportok
- szövetségek és háború: katonai győzelmek és kudarcok nyomán zajló elhárítási és tanulási folyamatok
- Európa és a világ: összefonódások és tükrözések "Európa" és az európán túli világ között

## Fordítás
Ez a szócikk részben vagy egészben  az   Europäische Geschichte Online című német Wikipédia-szócikk ezen változatának fordításán alapul.  Az eredeti cikk szerkesztőit annak laptörténete sorolja fel. Ez a jelzés csupán a megfogalmazás eredetét és a szerzői jogokat jelzi, nem szolgál a cikkben szereplő információk forrásmegjelöléseként.